# TS Wisła Zakopane
Towarzystwo Sportowe Wisła Zakopane ist ein polnischer Sportverein, der 1926 als Zweigstelle des Krakauer Sportvereins TS Wisła Kraków gegründet wurde. Der Sportklub ist heute ein reiner Wintersportverein und besteht nur noch aus einer Skisprungabteilung sowie einer Abteilung für die Nordische Kombination.
Die Initiatoren der Gründung waren Fans der Wisła aus Krakau, darunter Athleten wie Władysław Mietelski und Aleksander Rozmus. Der erste Präsident des Vereins aus Zakopane war Franciszek Wagner. Während des Zweiten Weltkrieges musste der Verein seine Aktivitäten einstellen, doch konnte der TS Wisła Zakopane direkt nach dessen Ende seinen Betrieb nach großen Anstrengungen des späteren Ehrenpräsidenten Kornel Makuszyński wieder aufnehmen. Zwischen 1948 und 1991 trat der Verein unter dem Namen Wisła – Gwardia Zakopane auf.

## Bekannte Sportler des Vereins
Der Verein hat einige erfolgreiche Sportler hervorgebracht, darunter der Olympiasieger Wojciech Fortuna oder der amtierende Weltmeister im Skispringen von der Normalschanze Dawid Kubacki.
- Michał Górski (1911–1985)
- Izydor Gąsienica-Łuszczek (1912–1992)
- Mieczysław Wnuk (1917–2010)
- Jan Kula (1922–1995)
- Tadeusz Kwapień (1923–2012)
- Aleksander Kowalski (1930–2009)
- Franciszek Gąsienica Groń (1931–2014)
- Stanisław Gąsienica Daniel (* 1951)
- Wojciech Fortuna (* 1952)
- Marek Pach (* 1954)
- Janusz Duda (1961–2024)
- Stanisław Ustupski (* 1966)
- Bogdan Papierz (* 1968)
- Andrzej Młynarczyk (* 1973)
- Robert Mateja (* 1974)
- Robert Zygmuntowicz (* 1976)
- Kazimierz Bafia (* 1976)
- Wojciech Skupień (* 1976)
- Tomasz Pochwała (* 1983)
- Łukasz Rutkowski (* 1988)
- Dawid Kubacki (* 1990)
- Klemens Murańka (* 1994)

## Polnische Meisterschaften

### Skispringen
Bei Teamspringen konnte TS Wisła Zakopane bisher siebenmal den Meistertitel holen.
| Polnische Meisterschaften (Teamspringen) | Polnische Meisterschaften (Teamspringen) | Polnische Meisterschaften (Teamspringen) | Polnische Meisterschaften (Teamspringen) |
| ---------------------------------------- | ---------------------------------------- | ---------------------------------------- | ---------------------------------------- |
| Silber                                   | 1982 Zakopane                            | Silber von der Großschanze               |                                          |
| Gold                                     | 1985 Wisła                               | Gold von der Großschanze                 |                                          |
| Silber                                   | 1987 Wisła                               | Silber von der Großschanze               |                                          |
| Silber                                   | 1988 Zakopane                            | Silber von der Großschanze               |                                          |
| Silber                                   | 1989 Wisła                               | Silber von der Großschanze               |                                          |
| Bronze                                   | 1990 Zakopane                            | Bronze von der Normalschanze             |                                          |
| Silber                                   | 1991 Szczyrk                             | Silber von der Normalschanze             |                                          |
| Silber                                   | 1992 Zakopane                            | Silber von der Normalschanze             |                                          |
| Silber                                   | 1993 Szczyrk                             | Silber von der Normalschanze             |                                          |
| Gold · Silber                            | 1994 Zakopane                            | Gold und Silber von der Normalschanze    |                                          |
| Bronze                                   | 1996 Zakopane                            | Bronze von der Normalschanze             |                                          |
| Bronze                                   | 2000 Zakopane                            | Bronze von der Normalschanze             |                                          |
| Gold                                     | 2001 Szczyrk                             | Gold von der Normalschanze               |                                          |
| Bronze                                   | 2002 Zakopane                            | Bronze von der Normalschanze             |                                          |
| Silber                                   | 2006 Zakopane                            | Silber von der Großschanze               |                                          |
| Silber                                   | 2007 Szczyrk                             | Silber von der Normalschanze             |                                          |
| Gold                                     | 2008 Zakopane                            | Gold von der Normalschanze               |                                          |
| Gold                                     | 2008 Wisła (Sommer)                      | Gold von der Großschanze                 |                                          |
| Silber                                   | 2009 Szczyrk                             | Silber von der Normalschanze             |                                          |
| Bronze                                   | 2010 Szczyrk (Sommer)                    | Bronze von der Normalschanze             |                                          |
| Gold                                     | 2011 Szczyrk                             | Gold von der Normalschanze               |                                          |
| Silber                                   | 2012 Zakopane                            | Silber von der Großschanze               |                                          |
| Bronze                                   | 2013 Wisła                               | Bronze von der Großschanze               |                                          |
| Silber                                   | 2014 Wisła (Sommer)                      | Silber von der Großschanze               |                                          |
| Bronze                                   | 2015 Zakopane                            | Bronze von der Großschanze               |                                          |
| Silber                                   | 2015 Szczyrk (Sommer)                    | Silber von der Normalschanze             |                                          |
| Silber                                   | 2016 Wisła                               | Silber von der Großschanze               |                                          |
| Bronze                                   | 2019 Szczyrk (Sommer)                    | Bronze von der Normalschanze             |                                          |
| Bronze                                   | 2020 Szczyrk (Sommer)                    | Bronze von der Normalschanze             |                                          |
| Silber                                   | 2021 Zakopane (Sommer)                   | Silber von der Normalschanze             |                                          |
| Gold                                     | 2022 Zakopane (Sommer)                   | Gold von der Normalschanze               |                                          |

### Nordische Kombination
Bei Teamwettbewerben konnte TS Wisła Zakopane bisher fünfzehn Meistertitel gewinnen.
| Polnische Meisterschaften (Teamwettbewerbe) | Polnische Meisterschaften (Teamwettbewerbe) | Polnische Meisterschaften (Teamwettbewerbe) | Polnische Meisterschaften (Teamwettbewerbe) |
| ------------------------------------------- | ------------------------------------------- | ------------------------------------------- | ------------------------------------------- |
| Gold                                        | 1982 Zakopane                               | Gold                                        |                                             |
| Silber · Bronze                             | 1983 Zakopane                               | Silber und Bronze                           |                                             |
| Gold · Bronze                               | 1984 Zakopane                               | Gold und Bronze                             |                                             |
| Gold · Silber                               | 1985 Wisła                                  | Gold und Silber                             |                                             |
| Gold · Silber                               | 1986 Zakopane/Szczyrk                       | Gold und Silber                             |                                             |
| Gold · Silber                               | 1987 Wisła/Szczyrk                          | Gold und Silber                             |                                             |
| Gold · Silber · Bronze                      | 1988 Zakopane                               | Gold, Silber und Bronze                     |                                             |
| Gold · Silber                               | 1989 Szczyrk/Wisła                          | Gold und Silber                             |                                             |
| Gold                                        | 1990 Zakopane                               | Gold                                        |                                             |
| Gold                                        | 1991 Szczyrk/Wisła                          | Gold und Silber                             |                                             |
| Gold                                        | 1992 Zakopane                               | Gold                                        |                                             |
| Gold                                        | 1993 Szczyrk                                | Gold                                        |                                             |
| Gold                                        | 1995 Szczyrk                                | Gold (Normalschanze/2 × 5 km)               |                                             |
| Gold                                        | 1996 Zakopane                               | Gold (Normalschanze/2 × 5 km)               |                                             |
| Gold · Bronze                               | 1998 Zakopane                               | Gold und Bronze (Normalschanze/3 × 5 km)    |                                             |
| Bronze                                      | 2004 Karpacz                                | Bronze (Normalschanze/3 × 5 km)             |                                             |
| Gold                                        | 2012 Zakopane                               | Gold (Großschanze/5 × 1,5 km)               |                                             |